# لودويغ جايجر
لودويغ جيجر (بالألمانية: Ludwig Moritz Philipp Geiger )‏ (و. 1848 – 1919 م) هو مؤرخ الفن، وصحفي، وكاتب، ومؤرخ أدبي، وفيلسوف، ومؤرخ، وأستاذ جامعي، وكاتب سير، ومترجم، ومحرر من ألمانيا، والإمبراطورية الألمانية، ولد في فروتسواف، توفي في برلين، عن عمر يناهز 71 عاماً.

## التعليم
تعلم في جامعة هايدلبرغ، وجامعة غوتينغن.